# بروكرست
بروكرست (Προκρούστης) شخصية من المثيلوجيا اليونانية، حيث كان حدادًا وقاطع طريق من أتيكا، كان يهاجم الناس ويقوم بمط أجسداهم أو قطع أرجلهم لتتانسب أطوال أجسامهم مع سريره الحديدي. يطلق لفظ البروكرستية على أي نزعة إلى «فرض قوالب» على الأشياء (الأشخاص أو الأفكار..) أو على الحقائق أو تشويه المعطيات لكي تتناسب قسرًا مع مخطط ذهني مسبق.

## الأسطورة اليونانية
حسب الاسطورة فان بروكرست هو ابن بوسيدون وكان معقله الحصين في جبل كوريدالوس الموجود على الطريق بين اثينا وإلفسينا. حيث كان يملك سريرأ حديدياً، يقوم بروكرست بدعوة أي مسافر مار ليحسن ضيافته ويدعوه إلى النوم في هذا السرير، وكان بروكرست مهووسا باهمية ان يناسب طول الضيف السرير، فاذا كان الضيف أطول من السرير قام بركرست بقطع ارجله ليتناسب مع السرير، وإذا كان أقصر من السرير مط جسم الضحية حتى تتكسر مفاصله حتى يساوي جسمه السرير بالضبط. ولم يكن لاحد ان ينجو من هذا المصير المرعب لان بروكرست كان له سريرين. أستمر بروكرست بجرائمه المروعة حتى القى القبض عليه ثيسيوس واخضعه لنفس ماأُخضع له ضحاياه، حيث انامه على سريره وقطع راسه ليتلائم مع السرير.

## البروكرستية
يقول عادل مصطفى عن البروكرستية: «انه القولبة الجبرية، والتطابق المتعسف، والانسجام المبيت. انه افتئات على الواقع قلما يفلت من غضبة المنطق وانتقام الحقيقة». واستناداً لهذا التعريف فان مصطلح البروكرستية يطرق مجالات واسعة من الحياة ليشمل أي محاولة لصب كل الاختلافات في قالب واحد ضربة لازب.
فهذا الطبيب المخادع حينما ينخدل أمام حالة فيعطي في باله تشخيصً مسبق يكيف عليه الاعراض والعلامات ويلوي بها يمينا ويسارا لتاتي على مقاس تشخصيه فبدل ان يسير من العلامات إلى التشخيص سار بالعكس. وتلك الإدارة الماكرة توعز لاستخباراتها بان تفصل لها تقريرا يتناسب مع قرار سياسي مبيت بدلا من يكيف القرار وفقا للمعلومات.
تذهب البروكرستية إلى جانب اخر وهو مايسميه أنطوني فلو ب«البروكرستية الاشتراكية» وهي محاولة لفرض التجانس على الناس وتفرض المساواة المطلقة على المواطنين بحيث تضع الجميع في قالب واحد من دون مراعاة حقيقة اختلافاتهم.
ففي رواية ثيسيوس لأندريه جيد يقول ثسيوس بعد ان أسهب في تبيين طريقته في فرض المساواة: «وقد استمع بيريتوس لهذه الخطبة التي القيتها على السادة، فقال لي انها خطبة رائعة، ولكنها سخيفة. وكان يعلل ذلك بان المساواة بين الناس ليست طبيعية بل ليست شيئاً يُبتغى. فمن العدل أن يتفوق الأخيار على طغام الناس بما تُخولهم الفضيلة من امتياز. وهؤلاء الطغام إذا لم تُثر بينهم التنافس والتزاحم والغيرة ظلوا هامدين خامدين أشبه شيء بالماء الراكد.»
وعلى ذكر نظريات العدل والبروكرستية الاشتراكية تثار في عقولنا ابيات الأديب عباس محمود العقاد الذي يقول:
| بروكرست | انا نريد اذا ما الظلم حاق بنا عدل الاناسي لا عدل الموازين عدل الموازين ظلمٌ حين تنصبه على المساواة بين الحر والدون مافرقت كفة الميزان او عدلت بين الحلي واحجار الطواحين | بروكرست |

## الاستخدام الثقافي
- ليلة بلا نوم في سرير بروكرستين عبارة عن مجموعة من المقالات التي كتبها هارلان إليسون.

## روابط خارجية
- بروكرست على موقع الموسوعة البريطانية (الإنجليزية)